# Barrayar
Barrayar (1991) (titlu original Barrayar) este un roman science fiction scris de Lois McMaster Bujold. Inițial a fost serializat în Analog între iulie și octombrie 1991, apoi publicat în volum la Baen Books în același an. Romanul a câștigat atât premiul Hugo pentru cel mai bun roman, cât și premiul Locus pentru cel mai bun roman science-fiction în 1992.
Cartea face parte din Saga Vorkosigan și este al șaptelea roman al seriei, în ordinea publicării. Barrayar este o continuare a primului roman al lui Bujold Cioburi de onoare (1986), cele două cărți fiind puse laolaltă în ediția omnibus din 1986, intitulată Cordelia's Honor

## Intriga
Cordelia și Aral Vorkosigan așteaptă să li se nască primul copil. Odată cu moartea bătrânului Împărat Ezar Vorbarra, Aral acceptă cu reținere funcția de regent al nepotului acestuia, Gregor. Un complot menit să-i asasineze pe Aral și Cordelia cu un gaz otrăvitor eșuează, dar antidotul - deși eficient - afectează grav dezvoltarea scheletului fetusului. Într-o încercare disperată de a-l salva, Cordelia aranjează transferarea lui într-un replicator uterin - un uter artificial - pentru a urma un tratament experimental care poate contracara într-o anumită măsură afecțiunea. Printre barrayarani, boala și handicapul fizic reprezintă un stigmat social - copiii cu defecte din naștere sunt de obicei eutanasiați. Tatăl lui Aral, Contele Piotr Vorkosigan, încearcă să distrugă fetusul, pentru a nu lăsa numele și titlul Vorkosigan să treacă spre un „mutant deformat”. Spre norocul copilului nenăscut, Cordelia îi apără viața cu strășnicie.
Când Contele Vidal Vordarian organizează o lovitură de stat, Împăratul de cinci ani Gregor este salvat de șeful loial al securității, Căpitanul Negri, și adus în fieful Vorkosiganilor. Cordelia, Gregor și garda de corp Bothari se ascund în muni în mijlocul populației rurale, în timp ce Aral și tatăl său organizează rezistența.
După ce Cordelia ajunge din nou alături de Aral, află că replicatorul în care se află copilul lor - căruia i-au dat numele Miles - a fost capturat. Fără o monitorizare atentă, fetusul urmează să sucombe în șase zile, dar Aral refuză să încerce o operațiune de salvare într-o problemă personală când miza pusă în joc este mult mai mare. Cordelia preia frâiele și, însoțită de Bothari, garda ei personală - Droushnakovi și unul dintre ofițerii lui Aral - Koudelka, pleacă într-o misiune sub acoperire pentru a salva replicatorul și pe mama lui Gregor, Prințesa Kareen. Grupul reușește să ajungă până în palat, dar acolo este capturat. Cordelia reușește să obțină cooperarea prințesei și, astfel, răstoarnă situația, reușind chiar să-l ucidă pe uzurpatorul Vordarian. Din păcate, Kareen este ucisă în încăierare.
Grupul pleacă înapoi pe aceeași cale ascunsă pe care venise, ducând cu el replicatorul. Odată cu uciderea lui Vordarian, lovitura de stat ia sfârșit și Gregor își reia locul pe tron, supravegheat de Aral. Miles se naște, fragil și deformat, dar se dovedește un copil plin de viață, a cărui energie și interes pentru cai și lupte înmoaie până și inima bătrânului Piotr Vorkosigan.

## Personaje
- Cordelia Vorkosigan (fostă Naismith) - fost căpitan al unei nave a Departamentului de Observații Astronomice a Coloniei Beta, actualmente soția lui Aral Vorkosigan
- Aral Vorkosigan - căpitan barrayaran, cunoscut ca „Măcelarul de pe Komarr”, devenit regent al prințului Gregor după moartea Împăratului
- Simon Illyan - locotenent din garda personală a împăratului
- Bothari - sergent barrayaran aflat în subordinea familiei Vorkosigan
- Koudelka - locotenent barrayaran aflat în subordinea familiei Vorkosigan
- Droushnakovi - bodyguard, clasa întâi, aflată inițial în slujba prințesei Kareen și transferată ulterior în cea a Cordeliei
- Piotr Vorkosigan - conte barrayaran, tatăl lui Aral
- Gregor - prințul moștenitor al Imperiului
- Kareen - mama lui Gregor, văduva defunctului prinț Serg
- Negri - șeful Securității Imperiale
- Vaagen - căpitan, angajat al secției de cercetări a Spitalului Militar Imperial
- Henri - doctor, cercetător științific la Spitalul Militar Imperial
- Vidal Vordarian - conte barrayaran, dornic să obțină mâna prințesei Kareen
- Evon Vorhalas - fiul amiralului Vorhalas
- Amor Klyeuvi - fost maior în armata barrayarană, actualmente angajat al Poștei Imperiale

## Opinii critice
SF Reviews.net consideră că „Barrayar este o space opera superbă, care satisface cititorul”. Fantasy Review Barn o apreciază ca fiind „o carte cu personaje deosebite care par tot mai reale pe măsură ce curge acțiunea, cu surprinzător de mult umor și un ritm care pur și simplu nu încetinește”. La rândul său, SF Site „recomandă Barrayar oricui apreciază o poveste bună bazată pe personaje, chiar dacă nu e pasionat de SF”.

## Premii
Barrayar a fost nominalizat la premiul Nebula pentru cel mai bun roman în 1991. În 1992, a primit premiul Hugo pentru cel mai bun roman și premiul Locus pentru cel mai bun roman science-fiction.